# Evangelische Kirche (Hülsenbusch)

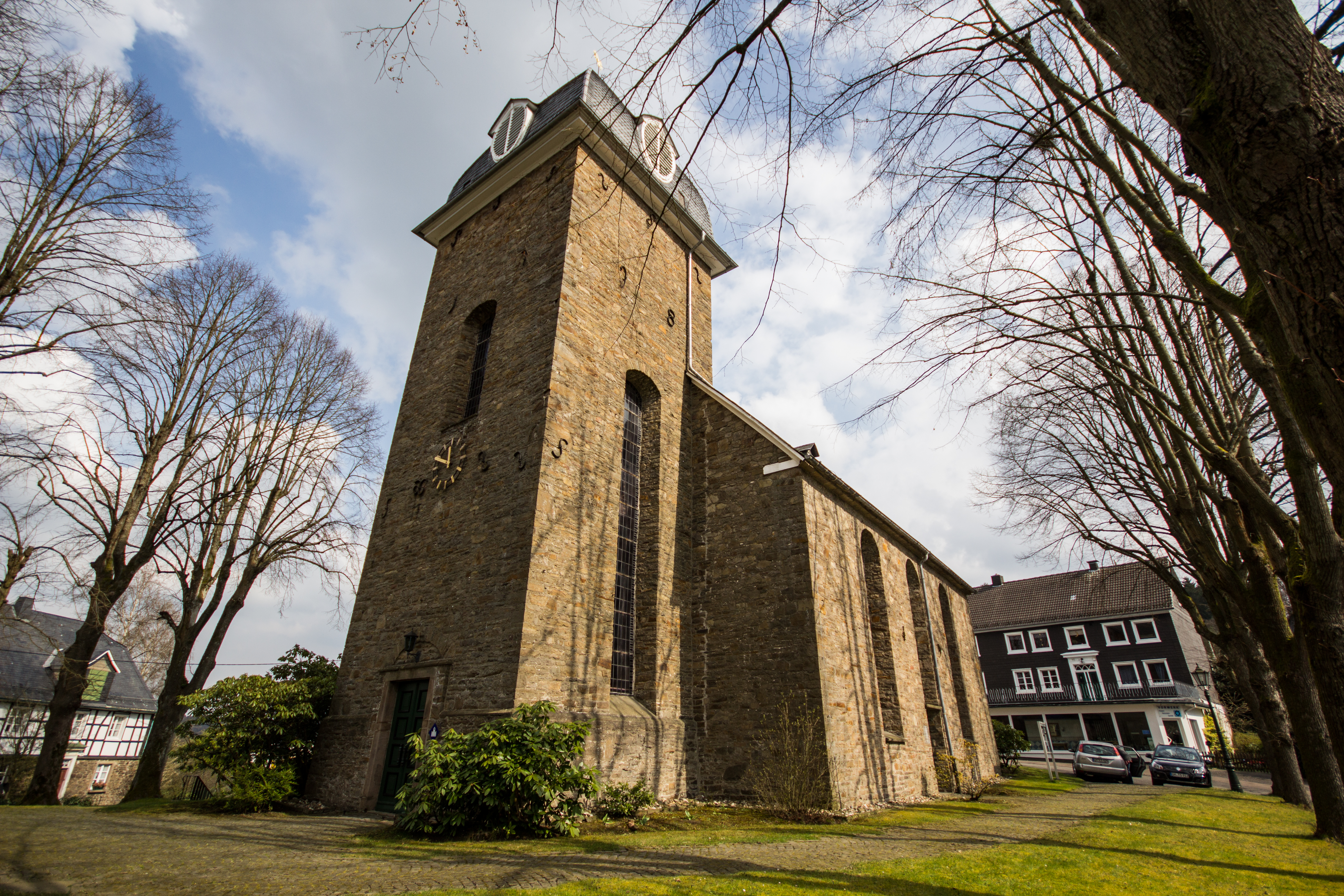
Evangelische Kirche

Die Evangelische Kirche in Hülsenbusch, Oberbergisches Land, Nordrhein-Westfalen (Deutschland) ist eine der beiden Kirchen der Evangelischen Kirchengemeinde Hülsenbusch-Kotthausen, die zum Kirchenkreis An der Agger in der Evangelischen Kirche im Rheinland gehört.

## Geschichte
Für die Bewohner der Bauerschaft Gelpe, so ist auf der Informationstafel an der Kirche zu erfahren, wurde vermutlich schon vor 1190 „Auf dem Hülsenbusch“ eine Kapelle erbaut. Im 16. Jahrhundert hielt in dieser Gegend die Reformation Einzug, doch der katholische Landesherr, Graf Adam von Schwarzenberg auf Schloss Gimborn, ordnete an, dass die Kapelle auch für seine Konfession benutzt werden konnte. Wegen Baufälligkeit musste das Gebäude 1623 abgerissen werden.

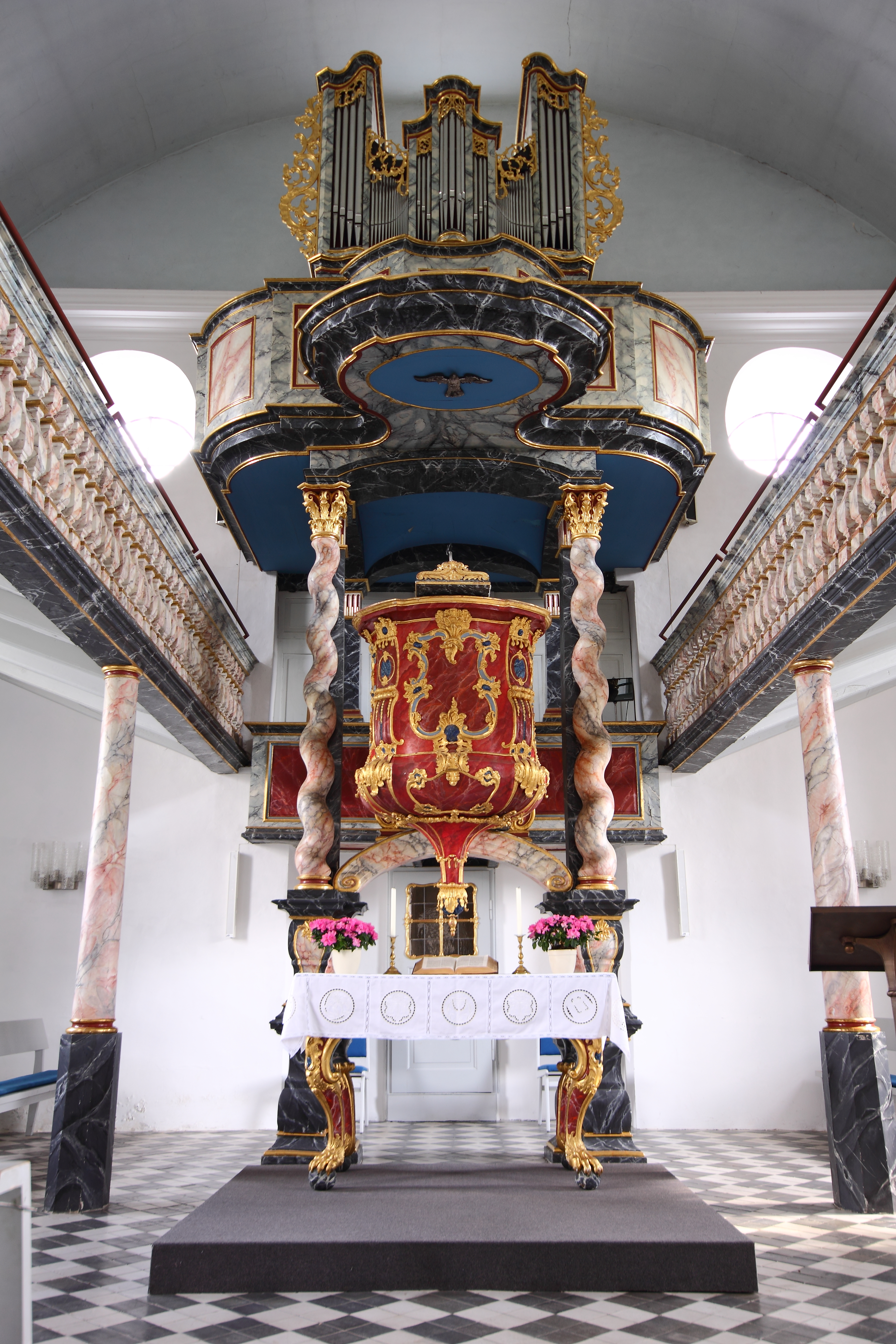
Altarbereich

Der Turm blieb zunächst erhalten und wurde in den Neubau einbezogen. Am 22. Juli 1765 brannte die Kirche ab. 1767–1772 baute man das Kirchenschiff und 1798 den Turm wieder neu auf. Bau- und Schreinermeister Johann Christian Kleinjung bekam hierfür eine Zahlung von 3000 Talern.
1818 wurde das Gotteshaus zur Pfarrkirche erhoben und in den Jahren 1964/65 restauriert. Die evangelische Kirchengemeinde Hülsenbusch besteht somit seit 1818.

## Architektur und Ausstattung
Die Kirche ist von der Ausstattung her als bergische evangelische Predigtkirche erkennbar, denn Abendmahltisch, Kanzel und Orgelprospekt im Rokokostil sind typisch übereinander angeordnet.
Der Turm hat eine flache Haube mit vier Lukarnenfenstern – eine Form, wie sie im Oberbergischen sonst selten ist.

## Friedhof
Der Friedhof von Hülsenbusch ist erst 1829 angelegt worden. Bis dahin sind die Toten sowohl in der Kirche als auch auf dem Kirchhof rund um das Gotteshaus bestattet worden. Besitzer adeliger Höfe sowie Pastöre, Kirchenpatrone und Vorsteher hatten das Recht auf „einen Platz in der Kirche im Leben und im Todt“. Grabsteine an der Kirchenwand belegen ebenso diese alte Gepflogenheit wie Knochenfunde während der Restaurierung.